# Lew Wasserman
Lewis Robert Wasserman (Cleveland, 22 de marzo de 1913 - Beverly Hills, 3 de junio de 2002) fue un agente de talentos y ejecutivo estadounidense, reconocido por haber presidido la compañía MCA y por haber dirigido Universal Pictures. Fue descrito por el diario The New York Times como «el último de los legendarios magnates del cine» y «el titán más poderoso e influyente de Hollywood en las cuatro décadas posteriores a la Segunda Guerra Mundial». Junto con Sidney Sheinberg, se le atribuye el haber sido uno de los primeros mentores del cineasta Steven Spielberg.

## Biografía

### Primeros años y carrera
Wasserman nació en Cleveland en 1913, en el seno de una familia de origen judío. Su carrera abarcó las nueve décadas que van de los años 1920 a la década de 2000. Empezó trabajando como acomodador en salas de cine antes de abandonar el instituto y ascendió hasta convertirse en presidente de MCA. Más adelante dirigió su adquisición de Universal Pictures, durante la cual Wasserman «provocó cambios en prácticamente todos los aspectos del mundo del espectáculo». En 1995, el presidente Bill Clinton le concedió la Medalla Presidencial de la Libertad y un año después fue presentado en el Salón de la Fama de la Televisión.

### Plano personal y fallecimiento
Wasserman estuvo casado con Edith Beckerman. La pareja tuvo una hija llamada Lynne Kay. El empresario falleció a causa de un accidente cerebrovascular el 3 de junio de 2002 en Beverly Hills.